# Chronologie des faits économiques et sociaux dans les années 1590
Chronologie de l'économie
Années 1580 - Années 1590 - Années 1600

## Événements
- 1590-1600 : maximum des exportations d’argent d’Amérique vers l’Europe[1].
- 1590-1610 : série de faillites bancaires en Italie. Elles sont liées à la situation en France et en Espagne : les difficultés des banquiers italiens de Lyon en 1574 et 1587-1588 ont des répercussions en Italie ; la mort d'Henri III en août 1589 fait l'effet d'une catastrophe ; les cessations de paiements de la couronne espagnole en 1575 et 1596 touchent les places italiennes. En 1605 est fondé par le pape Paul V une banque de dépôts, le Banco di Santo Spirito de Rome, destinée à remplacer les banquiers privés défaillants[2].
- 1590-1593 : début du commerce hollandais en Méditerranée[3] (céréales de la Baltique, bois de Norvège, produits orientaux).
- 1591-1595 : commerce attesté de Venise avec la Suède ; deux bateaux sont signalés en 1591 et 1595[4].
- 1591 : début de la prospérité de l’escale vénitienne de Spalato en Dalmatie, à l’aboutissement des routes terrestres des Balkans, prospérité due aux ravages de la course contre le commerce maritime. Les Vénitiens établissent des convois protégés de Spalato à Venise et construisent une ville neuve. Les Turcs mettent en ordre les routes aboutissant à Spalato et arrêtent des dates fixes pour les caravanes. Soies, aromates, tapis, cires, laines, peaux, toiles de coton, etc. arrivent d’Orient. Venise envoie ses draps d’or et d’argent. Les Ragusains, que concurrence la nouvelle liaison, entreprennent une campagne de dénigrement auprès des Turcs (mai 1593)[5].
- 1591-1593 : promulgation des lois livournaises (Leggi Livornine) par Ferdinand Ier de Médicis. Le port de Livourne se développe au détriment de Venise grâce à l’appui des grands-ducs de Toscane, l’équipement du port (1580), l’ouverture de la ville aux Juifs et un régime douanier libéral. La ville obtient le rang de cité en 1606 et passe de 1000 habitants en 1530 à 10 000 en 1601[6].
- 1592 : pour la première fois, des valeurs sont cotées à la Bourse d'Anvers[7].
- 1593 : création du Banco di Sant'Ambrogio (it) à Milan[8].
- 1593-1602 : décennie très fraîche et mauvaises récoltes en Europe. Vendanges de qualité particulièrement mauvaise dans le vignoble rhénan. Avancée des glaciers en Savoie et en Dauphiné. Années de disettes, de cherté et de rareté des blés en Europe de 1594 à 1597[9]. Recul de la population rurale (1590-1599). Série de mauvaises récoltes de 1594 à 1597 en Angleterre. Disette. Émeutes de subsistance à Londres (1595) et dans l’Oxfordshire (1596)[10].

- 1595-1596 : enquêtes cadastrales au Japon (Taikō kenchi) ordonnées par  Hideyoshi Toyotomi[11]. Gel des classes.
- 1595-1625 : conjoncture économique favorable après 1595 en France (poule au pot). Reprise de la démographie, de la consommation de sel et de la production de grains (1595-1600), jusqu’en 1625. Grâce au dynamisme de la capitale, le bassin parisien voit se développer sous Henri IV, Louis XIII et Louis XIV de grands domaines agricoles (jusqu’à cent ha ou plus). Leurs propriétaires-rassembleurs (nobles, clercs, officiers, marchands) les baillent à de gros fermiers, connus sous la dénomination de « receveurs de seigneurie » ou « coq de village ». Ils atteignent une bonne productivité, bien qu’inférieure à leurs congénères britanniques du bassin de Londres faute de bétail ovin et de fumier en quantité suffisante. Le salaire réel rural, après son effondrement du XVIe siècle, cesse de décroître pour augmenter un peu sous Louis XIII et Louis XIV[12].

- 1595 : 
  - Portugal : les arrivées annuelles d’épices orientales tombent de 25 000 à 7500 quintaux par an[13].
  - levée du dixième homme en Autriche : un homme valide sur 10 est mobilisé, les neuf autres devant payer son équipement et son entretien. La levée du cinquième homme l'année suivante provoque la révolte des paysans en Basse-Autriche[14].

- 1595-1597 : en Europe les prix atteignent leur maximum séculaire (multipliés par 3,5 par rapport à 1500)[15]. Début d'une période de stabilité des prix[16].

- 1596 : banqueroute en Espagne[17].

- 1597-1601 : Poor Laws[18]. Mesures pour restreindre « l’enclosure », développement de pâturages clos aux dépens des biens communaux, en Angleterre. Obligation de la collecte du dimanche pour le secours des indigents. Le refroidissement du climat, l’inflation, le surpeuplement mettent l'Angleterre en dépression économique[19].
- 1598 : quinze mille plants de mûrier, envoyés par Olivier de Serres sont plantés dans le bois de Boulogne autour d'une magnanerie[20]. La culture du mûrier se répand en France. Essor de la sériciculture en Languedoc, aidée par la propagande d’Olivier de Serres et de Laffemas[21].

- Venise autorise l’achat de bateaux à l’étranger : entre 1590 et 1616, 11 viennent de Hollande, 7 de Patnos, 4 de la mer Noire, un de Constantinople, un du Pays basque, un de Gibraltar[22].
- Aux Pays-Bas, généralisation de la flûte (Vlieboot) pour le commerce Atlantique, vaisseau marchand plus léger, maniable, monté par un équipage réduit et entièrement consacré au fret[23].
- Introduction de la pomme de terre en Angleterre[24].

### Démographie
- 1591 : recensement en Castille qui compte 5,9 millions d'habitants. Le nord compte 10 villes de plus de 10 000 habitants dont Valladolid (40 000), Ségovie, Salamanque. La moitié sud 34 villes dont Séville (120 000), Tolède et Madrid. La population de l'Espagne passe de 8,5 millions d’habitants en 1596 à moins 6,5 millions en 1650[25].
- 1595 : 
  - 1,3 million d’Indiens au Mexique[26].
  - Potosí compte 120 000 habitants.
  - Naples compte 280 000 habitants, Venise 140 000, Rome 90 000, Florence 70 000.
- 1596 : Marseille compte de 30 000 à 45 000 habitants.
- 1598 : le Japon compte 20 millions d’habitants.